# Jonathan Milan
Jonathan Milan (Buja, 1 de outubro de 2000) é um ciclista italiano que compete nas modalidades de pista e rota. Ganhou uma medalha de bronze no Campeonato Mundial de Ciclismo em Pista de 2020, na prova de perseguição por equipas.
Ao lado de Filippo Ganna, Francesco Lamon e Simone Consonni, conquistou o ouro na perseguição por equipes em Tóquio 2020.

## Medalhas em competições internacionais
| Campeonato Mundial | Campeonato Mundial | Campeonato Mundial | Campeonato Mundial      |
| Ano                | Lugar              | Medalha            | Competição              |
| ------------------ | ------------------ | ------------------ | ----------------------- |
| 2020               | Berlim (Alemanha)  | Medalha de bronze  | Perseguição por equipas |